# Superbase
En química, una superbase es una base extremadamente fuerte, siendo esta un compuesto que tiene una alta afinidad con los protones de otros elementos o sustancias. El ion hidróxido es la base más fuerte posible en una disolución acuosa, pero existen bases con mucho mayores puntos fuertes que pueden existir en el agua. Tales bases son valiosos en la síntesis orgánica, y son fundamentales para la química orgánica física. Las superbases se han descrito y utilizado desde la década de 1850. Las reacciones que implican a superbases a menudo requieren técnicas especiales ya que son destruidos por el agua y el dióxido de carbono atmosférico, así como el oxígeno. Las técnicas de atmósfera inerte y las temperaturas bajas minimizan estas reacciones secundarias. También se conoce que las superbases también poseen un efecto corrosivo.

## Clases de superbases
Existen tres tipos de superbases: orgánicas, organometálicas e inorgánicas.

### Superbases orgánicas
Las superbases orgánicas son especies de superbases casi siempre neutros, ya que contienen nitrógeno. A pesar de tener una enorme afinidad protónica, las superbases orgánicas son apreciadas por su elevada reactividad moderada,
por su baja nucleofilicidad y por sus condiciones relativamente suaves de uso. Cada vez más importantes en la síntesis orgánica, éstos incluyen los fosfacenos, amidinas y guanidinas. Otros compuestos orgánicos también se reúnen entre las definiciones fisicoquímicas o estructurales de una superbase. Quelantes de protones como las esponjas de protones aromáticos y las bispidinas también son superbases. Poliaminas multicíclicas, como el DABCO también pueden incluirse libremente en esta categoría.

### Superbases organometálicas
Los compuestos organometálicos de metales reactivos son a menudo superbases, incluyendo los compuestos de organolitio y organomagnesio. Otro tipo de superbase organometálica tiene un metal reactivo intercambiado por un ion de hidrógeno en un heteroátomo, tal como el oxígeno (alcóxido no estabilizado) o nitrógeno (amidas de metales, tales como diisopropilamida de litio). Una propiedad deseable en muchos casos es baja nucleofilicidad, es decir, una base no nucleófila. Como los alquil-litios sin obstáculos, por ejemplo, no se pueden utilizar con electrófilos tales como grupos carbonilos, porque atacan los electrófilos como nucleófilos. En síntesis orgánica, la base Lochmann-Schlosser (una mezcla de n-butil litio y tert-butóxido de potasio) es considerada como una superbase.  En esta mezcla de reactivos, el alcoholato terciario sirve para quelar el ion litio, liberando al carbanión de su enlace con el litio.  Otros sistemas de este tipo son conocidos como bases harpón.

### Superbases inorgánicas
Las superbases inorgánicas son normalmente compuestos salinos con aniones pequeños, altamente cargados, cómo el nitruro de litio, por ejemplo. También los hidruros de metales alcalinos y los alcalinotérreos, cómo el hidruro de potasio e hidruro de sodio son superbases inorgánicas. Tales especies son insolubles en todos los disolventes debido a las fuertes interacciones catión-anión, pero las superficies de estos materiales son altamente reactivos y las mezclas son útiles en la síntesis.
Las superbases inorgánicas son, en general, sales con elementos muy cargados y muy pequeños, como el nitruro de litio, el cual tiene una gran densidad de carga y es fuertemente atraído por el ion hidronio.